# جام تکزاکو ۷۵–۱۹۷۴
جام تکزاکو ۷۵–۱۹۷۴ پنجمین و آخرین دوره جام تکزاکو بود که توسط تکزاکو حمایت مالی شد. تیم نیوکاسل یونایتد، در یک فینال رفت و برگشت، ساوت‌همپتون را در مجموع ۳-۱ شکست داد و برنده شد.

## مرحله گروهی

### گروه ۱
| تیم ۱              | نتیجه | تیم ۲              | تاریخ       |
| ------------------ | ----- | ------------------ | ----------- |
| نوریچ سیتی         | ۲–۱   | پیتربورو یونایتد   | ۳ اوت ۱۹۷۴  |
| وست برومویچ آلبیون | ۰–۰   | بیرمنگام سیتی      | ۳ اوت ۱۹۷۴  |
| وست برومویچ آلبیون | ۵–۱   | نوریچ سیتی         | ۶ اوت ۱۹۷۴  |
| پیتربورو یونایتد   | ۱–۱   | بیرمنگام سیتی      | ۷ اوت ۱۹۷۴  |
| بیرمنگام سیتی      | ۳–۱   | نوریچ سیتی         | ۱۰ اوت ۱۹۷۴ |
| پیتربورو یونایتد   | ۲–۱   | وست برومویچ آلبیون | ۱۰ اوت ۱۹۷۴ |

| تیم                | بازی | ب | م | ش | گ‌ز | گ‌خ | ت  | اض | ام |
| ------------------ | ---- | - | - | - | -- | -- | -- | -- | -- |
| بیرمنگام سیتی      | ۳    | ۱ | ۲ | ۰ | ۴  | ۲  | ۲  | ۱  | ۵  |
| وست برومویچ آلبیون | ۳    | ۱ | ۱ | ۱ | ۶  | ۳  | ۴  | ۱  | ۴  |
| پیتربورو یونایتد   | ۳    | ۱ | ۱ | ۱ | ۴  | ۴  | ۰  | ۰  | ۳  |
| نوریچ سیتی         | ۳    | ۱ | ۰ | ۲ | ۴  | ۹  | -۵ | ۰  | ۲  |

### گروه ۲
| تیم ۱          | نتیجه | تیم ۲          | تاریخ       |
| -------------- | ----- | -------------- | ----------- |
| لوتون تاون     | ۱–۱   | ساوت‌همپتون     | ۳ اوت ۱۹۷۴  |
| وستهام یونایتد | ۱–۰   | اورینت         | ۳ اوت ۱۹۷۴  |
| ساوت‌همپتون     | ۲–۱   | اورینت         | ۶ اوت ۱۹۷۴  |
| وستهام یونایتد | ۱–۲   | لوتون تاون     | ۷ اوت ۱۹۷۴  |
| اورینت         | ۲–۲   | لوتون تاون     | ۱۰ اوت ۱۹۷۴ |
| ساوت‌همپتون     | ۲–۰   | وستهام یونایتد | ۱۰ اوت ۱۹۷۴ |

| تیم            | بازی | ب | م | ش | گ‌ز | گ‌خ | ت  | اض | ام |
| -------------- | ---- | - | - | - | -- | -- | -- | -- | -- |
| ساوت‌همپتون     | ۳    | ۲ | ۱ | ۰ | ۵  | ۲  | ۳  | ۰  | ۵  |
| لوتون تاون     | ۳    | ۱ | ۲ | ۰ | ۵  | ۴  | ۱  | ۰  | ۴  |
| وستهام یونایتد | ۳    | ۱ | ۰ | ۲ | ۲  | ۴  | -۲ | ۰  | ۲  |
| اورینت         | ۳    | ۰ | ۱ | ۲ | ۳  | ۵  | -۲ | ۰  | ۱  |

### گروه ۳
| تیم ۱          | نتیجه | تیم ۲          | تاریخ       |
| -------------- | ----- | -------------- | ----------- |
| بلکپول         | ۱–۱   | منچستر سیتی    | ۳ اوت ۱۹۷۴  |
| اولدهام اتلتیک | ۴–۰   | شفیلد یونایتد  | ۳ اوت ۱۹۷۴  |
| بلکپول         | ۱–۲   | اولدهام اتلتیک | ۶ اوت ۱۹۷۴  |
| شفیلد یونایتد  | ۴–۲   | منچستر سیتی    | ۶ اوت ۱۹۷۴  |
| منچستر سیتی    | ۲–۱   | اولدهام اتلتیک | ۱۰ اوت ۱۹۷۴ |
| شفیلد یونایتد  | ۱–۲   | بلکپول         | ۱۰ اوت ۱۹۷۴ |

| تیم            | بازی | ب | م | ش | گ‌ز | گ‌خ | ت  | اض | ام |
| -------------- | ---- | - | - | - | -- | -- | -- | -- | -- |
| اولدهام اتلتیک | ۳    | ۲ | ۰ | ۱ | ۷  | ۲  | ۵  | ۱  | ۵  |
| بلکپول         | ۳    | ۱ | ۱ | ۱ | ۴  | ۳  | ۱  | ۰  | ۳  |
| منچستر سیتی    | ۳    | ۱ | ۱ | ۱ | ۵  | ۶  | -۱ | ۰  | ۳  |
| شفیلد یونایتد  | ۳    | ۱ | ۰ | ۲ | ۵  | ۵  | ۰  | ۱  | ۳  |

### گروه ۴
| تیم ۱           | نتیجه | تیم ۲           | تاریخ       |
| --------------- | ----- | --------------- | ----------- |
| میدلزبرو        | ۰–۱   | کارلایل یونایتد | ۳ اوت ۱۹۷۴  |
| ساندرلند        | ۲–۱   | نیوکاسل یونایتد | ۳ اوت ۱۹۷۴  |
| کارلایل یونایتد | ۲–۲   | نیوکاسل یونایتد | ۶ اوت ۱۹۷۴  |
| ساندرلند        | ۰–۱   | میدلزبرو        | ۶ اوت ۱۹۷۴  |
| کارلایل یونایتد | ۰–۰   | ساندرلند        | ۱۰ اوت ۱۹۷۴ |
| نیوکاسل یونایتد | ۴–۰   | میدلزبرو        | ۱۰ اوت ۱۹۷۴ |

| تیم             | بازی | ب | م | ش | گ‌ز | گ‌خ | ت  | اض | ام |
| --------------- | ---- | - | - | - | -- | -- | -- | -- | -- |
| نیوکاسل یونایتد | ۳    | ۱ | ۱ | ۱ | ۷  | ۴  | ۳  | ۱  | ۴  |
| کارلایل یونایتد | ۳    | ۱ | ۲ | ۰ | ۳  | ۲  | ۱  | ۰  | ۴  |
| ساندرلند        | ۳    | ۱ | ۱ | ۱ | ۲  | ۲  | ۰  | ۰  | ۳  |
| میدلزبرو        | ۳    | ۱ | ۰ | ۲ | ۱  | ۵  | -۴ | ۰  | ۲  |

## یک‌چهار نهایی
| تیم ۱          | نتیجه | تیم ۲           | تاریخ           |
| -------------- | ----- | --------------- | --------------- |
| بیرمنگام سیتی  | ۳–۰   | ایر یونایتد     | ۱۷ سپتامبر ۱۹۷۴ |
| بیرمنگام سیتی  | ۰–۰   | ایر یونایتد     | ۲ اکتبر ۱۹۷۴    |
| اولدهام اتلتیک | ۱–۰   | هارتس           | ۱۷ سپتامبر ۱۹۷۴ |
| اولدهام اتلتیک | ۱–۱   | هارتس           | ۳۰ سپتامبر ۱۹۷۴ |
| آبردین         | ۱–۱   | نیوکاسل یونایتد | ۱۸ سپتامبر ۱۹۷۴ |
| آبردین         | ۲–۳   | نیوکاسل یونایتد | ۲ اکتبر ۱۹۷۴    |
| رنجرز          | ۱–۳   | ساوت‌همپتون      | ۱۸ سپتامبر ۱۹۷۴ |
| رنجرز          | ۰–۲   | ساوت‌همپتون      | ۱ اکتبر ۱۹۷۴    |

## نیمه نهایی
| تیم ۱           | نتیجه | تیم ۲         | تاریخ         |
| --------------- | ----- | ------------- | ------------- |
| اولدهام اتلتیک  | ۱–۳   | ساوت‌همپتون    | ۲۲ اکتبر ۱۹۷۴ |
| اولدهام اتلتیک  | ۱–۲   | ساوت‌همپتون    | ۵ نوامبر ۱۹۷۴ |
| نیوکاسل یونایتد | ۱–۱   | بیرمنگام سیتی | ۲۳ اکتبر ۱۹۷۴ |
| نیوکاسل یونایتد | ۴–۱   | بیرمنگام سیتی | ۶ نوامبر ۱۹۷۴ |

## فینال

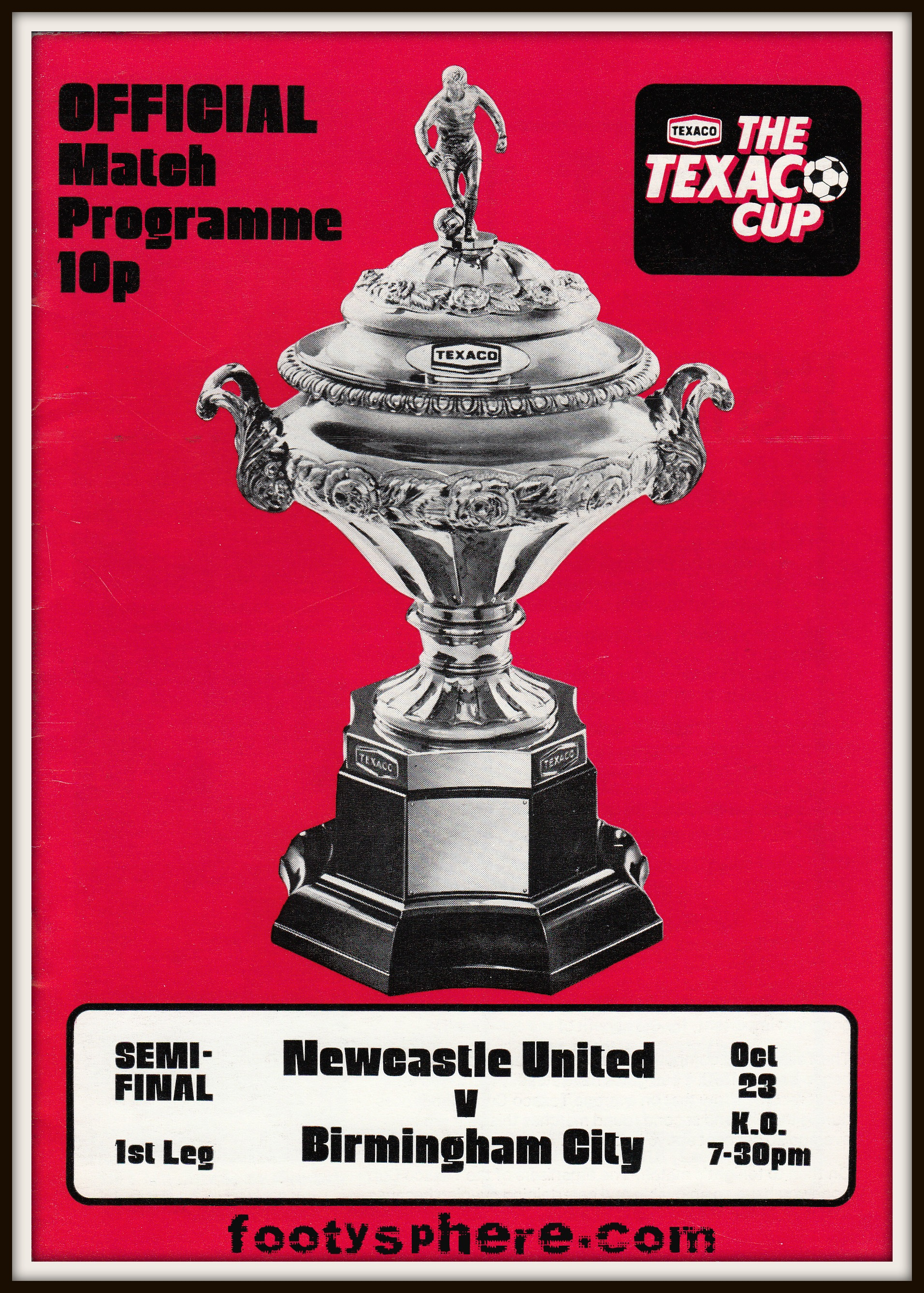
جام تکزاکو ۷۵–۱۹۷۴

| ساوت‌همپتون | ۱ – ۰ | نیوکاسل یونایتد |
| ---------- | ----- | --------------- |
|            |       |                 |

| نیوکاسل یونایتد | ۳ – ۰ (و.ا.) | ساوت‌همپتون |
| --------------- | ------------ | ---------- |
|                 |              |            |